# Gran Premio de Francia de Motociclismo de 1986
El Gran Premio de Francia de Motociclismo de 1986 fue la octava prueba de la temporada 1986 del Campeonato Mundial de Motociclismo. El Gran Premio se disputó el 20 de julio de 1986 en el Circuito Paul Ricard.

## Resultados 500cc
En la categoría reina, quinta victgoria de la temporada para el estadounidense Eddie Lawson que entró por delante de su compatriota Randy Mamola y al francés Christian Sarron. En la clasificación general, Lawson comanda la tabal con 13 puntos sobre Mamola.
| Pos.     | Piloto              | Moto   | Tiempo    | Pts. |
| -------- | ------------------- | ------ | --------- | ---- |
| 1        | Eddie Lawson        | Yamaha | 42.57.01  | 15   |
| 2        | Randy Mamola        | Yamaha | 43.09.36  | 12   |
| 3        | Christian Sarron    | Yamaha | 43.11.47  | 10   |
| 4        | Mike Baldwin        | Yamaha | 43.11.83  | 8    |
| 5        | Wayne Gardner       | Honda  | 43.19.27  | 6    |
| 6        | Robert McElnea      | Yamaha | 43.23.18  | 5    |
| 7        | Ron Haslam          | ELF    | 44.02.04  | 4    |
| 8        | Didier de Radiguès  | Honda  | 44.23.08  | 3    |
| 9        | Dave Petersen       | Suzuki | 44.38.19  | 2    |
| 10       | Paul Lewis          | Suzuki | 44.49.96  | 1    |
| 11       | Wolfgang von Muralt | Suzuki | 44.54.03  |      |
| 12       | Marco Gentile       | Fior   | 45.00.66  |      |
| 13       | Fabio Biliotti      | Honda  | 45.01.71  |      |
| 14       | Boet van Dulmen     | Honda  | 1 Vuelta  |      |
| 15       | Christian Le Liard  | Honda  | 1 Vuelta  |      |
| 16       | Mile Pajic          | Honda  | 1 Vuelta  |      |
| 17       | Simon Buckmaster    | Honda  | 1 Vuelta  |      |
| 18       | Alessandro Valesi   | Honda  | 1 Vuelta  |      |
| 19       | Dietmar Mayer       | Honda  | 1 Vuelta  |      |
| 20       | Juan Garriga        | Cagiva | 2 Vueltas |      |
| Ret      | Lothar Spiegler     | Suzuki | Ret       |      |
| Ret      | Raymond Roche       | Honda  | Ret       |      |
| Ret      | Louis-Luc Maisto    | Honda  | Ret       |      |
| Ret      | Manfred Fischer     | Honda  | Ret       |      |
| Ret      | Pierfrancesco Chili | Suzuki | Ret       |      |
| Ret      | José Parra          | Honda  | Ret       |      |
| Ret      | Philippe Robinet    | Honda  | Ret       |      |
| Ret      | Leandro Becheroni   | Suzuki | Ret       |      |
| DNS      | Henk van der Mark   | Honda  | DNS       |      |
| DNS      | Josef Ragginger     | Suzuki | DNS       |      |
| DNS      | Gustav Reiner       | Honda  | DNS       |      |
| Sources: |                     |        |           |      |

## Resultados 250cc
En el cuarto de litro, el venezolano Carlos Lavado obtuvo su quinta victoria del año, por delante del español Sito Pons (que lo persigue en la clasificación general) y el francés Dominique Sarron. Curiosamente los dos hermanos Sarron se subieron al tercera cajón en el Gran Premio de su casa.
| Pos. | Piloto                 | Moto        | Tiempo   | Pts. |
| ---- | ---------------------- | ----------- | -------- | ---- |
| 1    | Carlos Lavado          | Yamaha      | 38.35.62 | 15   |
| 2    | Sito Pons              | Honda       | 38.37.45 | 12   |
| 3    | Dominique Sarron       | Honda       | 38.40.65 | 10   |
| 4    | Jean-François Baldé    | Honda       | 38.45.88 | 8    |
| 5    | Anton Mang             | Honda       | 38.46.55 | 6    |
| 6    | Martin Wimmer          | Yamaha      | 38.47.01 | 5    |
| 7    | Pierre Bolle           | Parisienne  | 38.47.56 | 4    |
| 8    | Maurizio Vitali        | Garelli     | 39.06.06 | 3    |
| 9    | Virginio Ferrari       | Honda       | 39.06.30 | 2    |
| 10   | Tadahiko Taira         | Yamaha      | 39.11.34 | 1    |
| 11   | Jacques Cornu          | Honda       | 39.16.95 |      |
| 12   | Stefano Caracchi       | Aprilia     | 39.17.92 |      |
| 13   | Loris Reggiani         | Aprilia     | 39.18.36 |      |
| 14   | Hans Lindner           | Rotax       | 39.19.07 |      |
| 15   | Reinhold Roth          | Honda       | 39.19.29 |      |
| 16   | Jean Foray             | Yamaha      | 39.20.38 |      |
| 17   | Carlos Cardús          | Honda       | 39.30.88 |      |
| 18   | Bruno Bonhuil          | Honda       | 39.31.35 |      |
| 19   | Harald Eckl            | Honda       | 39.31.65 |      |
| 20   | Alan Carter            | Cobas-Rotax | 39.34.61 |      |
| 21   | Niall Mackenzie        | Armstrong   | 39.35.16 |      |
| 22   | Massimo Matteoni       | Honda       | 39.46.49 |      |
| 23   | Alberto Rota           | Honda       | 39.47.82 |      |
| 24   | Jean-Michel Mattioli   | Yamaha      | 40.03.33 |      |
| 25   | Konrad Hefele          | Honda       | 40.08.38 |      |
| 26   | Stéphane Mertens       | Yamaha      | 1 Vuelta |      |
| 27   | Fausto Ricci           | Honda       | 1 Vuelta |      |
| 28   | Siegfried Minich       | Honda       | 1 Vuelta |      |
| Ret  | Jean-Louis Guignabodet | MIG         | Ret      |      |
| Ret  | Etienne Quartararo     | Honda       | Ret      |      |
| Ret  | Donnie McLeod          | Armstrong   | Ret      |      |
| Ret  | Christian Boudinot     | Cobas       | Ret      |      |
| Ret  | Gary Noel              | EMC         | Ret      |      |
| Ret  | Jochen Schmid          | Yamaha      | Ret      |      |
| Ret  | Marcellino Lucchi      | Aprilia     | Ret      |      |
| Ret  | Manfred Herweh         | Aprilia     | Ret      |      |
| DNQ  | Bernard Andrault       | Arakel      | DNQ      |      |
| DNQ  | Hans Becker            | Yamaha      | DNQ      |      |
| DNQ  | Guy Bertin             | Defi        | DNQ      |      |
| DNQ  | Herbert Besendorfer    | Yamaha      | DNQ      |      |
| DNQ  | Alain Bronec           | Honda       | DNQ      |      |
| DNQ  | Javier Cardelús        | Yamaha      | DNQ      |      |
| DNQ  | Henri Chimera          | Yamaha      | DNQ      |      |
| DNQ  | René Delaby            | Moreno      | DNQ      |      |
| DNQ  | Hervé Duffard          | Honda       | DNQ      |      |
| DNQ  | Julián Echaide         | JJ Cobas    | DNQ      |      |
| DNQ  | Roland Freymond        | Yamaha      | DNQ      |      |
| DNQ  | Toni García            | JJ Cobas    | DNQ      |      |
| DNQ  | Manuel González        | Yamaha      | DNQ      |      |
| DNQ  | Jean-Luc Guillemet     | Yamaha      | DNQ      |      |
| DNQ  | Luis Lavado            | Yamaha      | DNQ      |      |
| DNQ  | Jacky Onda             | Yamaha      | DNQ      |      |
| DNQ  | Philippe Pagano        | Yamaha      | DNQ      |      |
| DNQ  | Jean-Philippe Ruggia   | Yamaha      | DNQ      |      |
| DNQ  | Gérard Vallée          | Yamaha      | DNQ      |      |

## Resultados 125cc
Nuevo intercambio en las dos primeras posiciones en la clasificación de 125 para los dos pilotos oficiales de Garelli: Luca Cadalora con la victoria de la carrera regresa al frente de la tabla y Fausto Gresini detrás de él. En tercer lugar, acabó el austriaco August Auinger.
| Pos. | Piloto               | Moto    | Tiempo    | Pts. |
| ---- | -------------------- | ------- | --------- | ---- |
| 1    | Luca Cadalora        | Garelli | 36.08.81  | 15   |
| 2    | Fausto Gresini       | Garelli | 36.09.81  | 12   |
| 3    | August Auinger       | MBA     | 36.10.24  | 10   |
| 4    | Bruno Kneubühler     | MBA     | 36.10.84  | 8    |
| 5    | Domenico Brigaglia   | Ducados | 36.38.69  | 6    |
| 6    | Lucio Pietroniro     | MBA     | 36.42.52  | 5    |
| 7    | Pier Paolo Bianchi   | MBA     | 36.45.12  | 4    |
| 8    | Johnny Wickström     | Tunturi | 36.57.50  | 3    |
| 9    | Ángel Nieto          | MBA     | 36.58.70  | 2    |
| 10   | Thierry Feuz         | MBA     | 36.59.01  | 1    |
| 11   | Jussi Hautaniemi     | MBA     | 37.05.66  |      |
| 12   | Paul Bordes          | MBA     | 37.05.67  |      |
| 13   | Willy Pérez          | MBA     | 37.41.87  |      |
| 14   | Patrick Daudier      | PMDF    | 37.50.15  |      |
| 15   | Håkan Olsson         | MBA     | 37.50.16  |      |
| 16   | Jacques Hutteau      | MBA     | 37.54.96  |      |
| 17   | Manuel Hernández     | MBA     | 37.56.48  |      |
| 18   | Eric Gijsel          | MBA     | 38.07.54  |      |
| 19   | Jan Eggens           | EGA     | 38.08.24  |      |
| 20   | Anton Straver        | MBA     | 38.16.11  |      |
| 21   | Peter Baláž          | MBA     | 38.35.53  |      |
| 22   | Esa Kytölä           | MBA     | 1 Vuelta  |      |
| 23   | Mike Leitner         | MBA     | 2 Vueltas |      |
| Ret  | Ezio Gianola         | MBA     | Ret       |      |
| Ret  | Olivier Liégeois     | Assmex  | Ret       |      |
| Ret  | Paolo Casoli         | MBA     | Ret       |      |
| Ret  | Adi Stadler          | MBA     | Ret       |      |
| Ret  | Christian Le Badezet | MBA     | Ret       |      |
| Ret  | Jean-Claude Selini   | MBA     | Ret       |      |
| Ret  | Norbert Peschke      | MBA     | Ret       |      |
| Ret  | Alfred Waibel        | MBA     | Ret       |      |
| Ret  | Bady Hassaine        | MBA     | Ret       |      |
| Ret  | Robin Appleyard      | MBA     | Ret       |      |
| Ret  | Andrés Sánchez       | MBA     | Ret       |      |
| Ret  | Peter Sommer         | MBA     | Ret       |      |
| DNQ  | Manfred Braun        | MBA     | DNQ       |      |
| DNQ  | Karl Auer            | MBA     | DNQ       |      |
| DNQ  | Michel Escudier      | MBA     | DNQ       |      |
| DNQ  | Fernando González    | MBA     | DNQ       |      |
| DNQ  | Flemming Kistrup     | MBA     | DNQ       |      |
| DNQ  | Ton Spek             | MBA     | DNQ       |      |
| DNQ  | Iván Troisi          | MBA     | DNQ       |      |
| DNQ  | Boy van Erp          | MBA     | DNQ       |      |